# Luy de France
Pour les articles homonymes, voir Luy.
Le Luy de France est un affluent du Luy, qui prend sa source à Limendous, Pyrénées-Atlantiques.

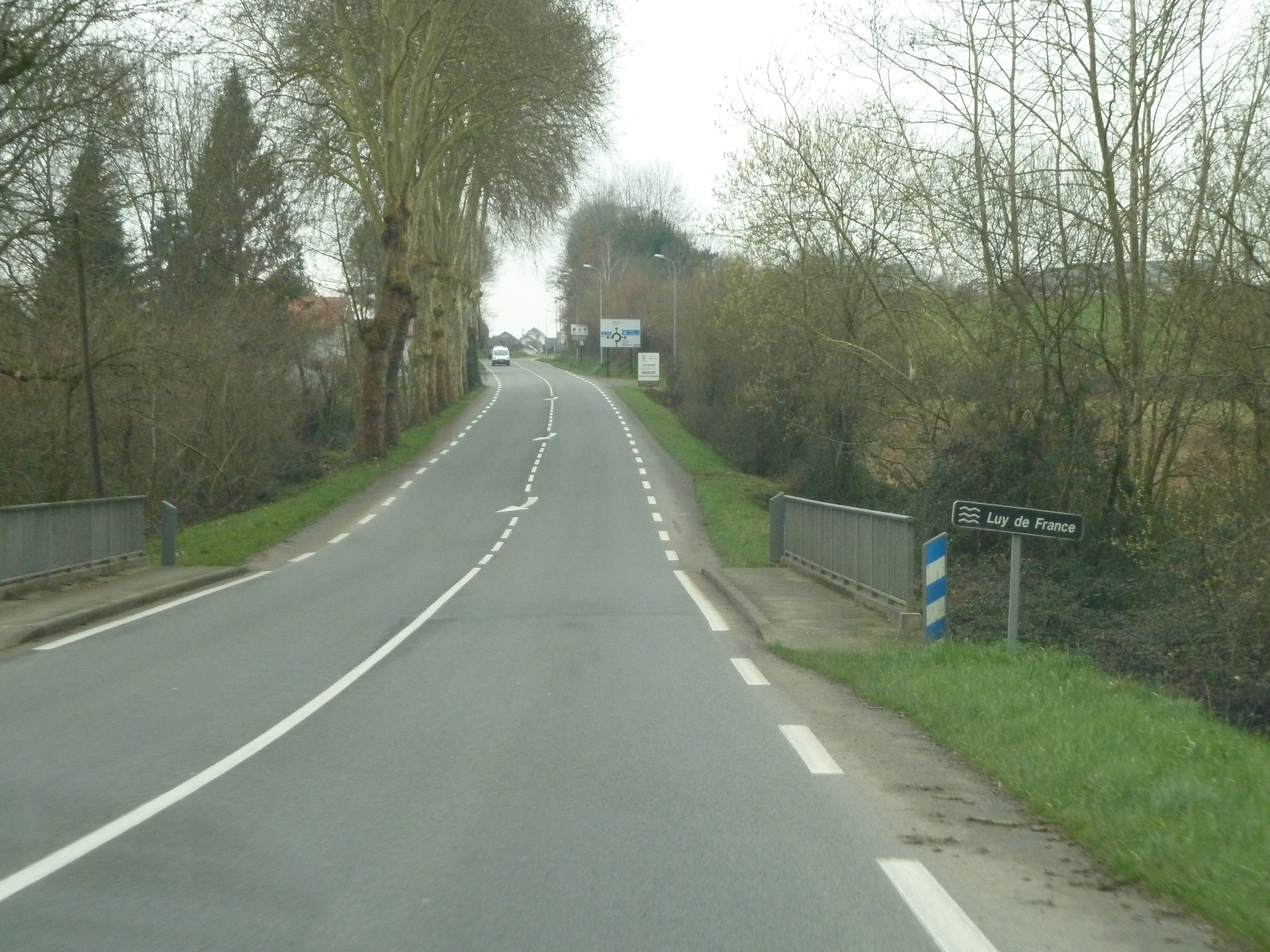
Le Luy de France à Saint-Jammes.

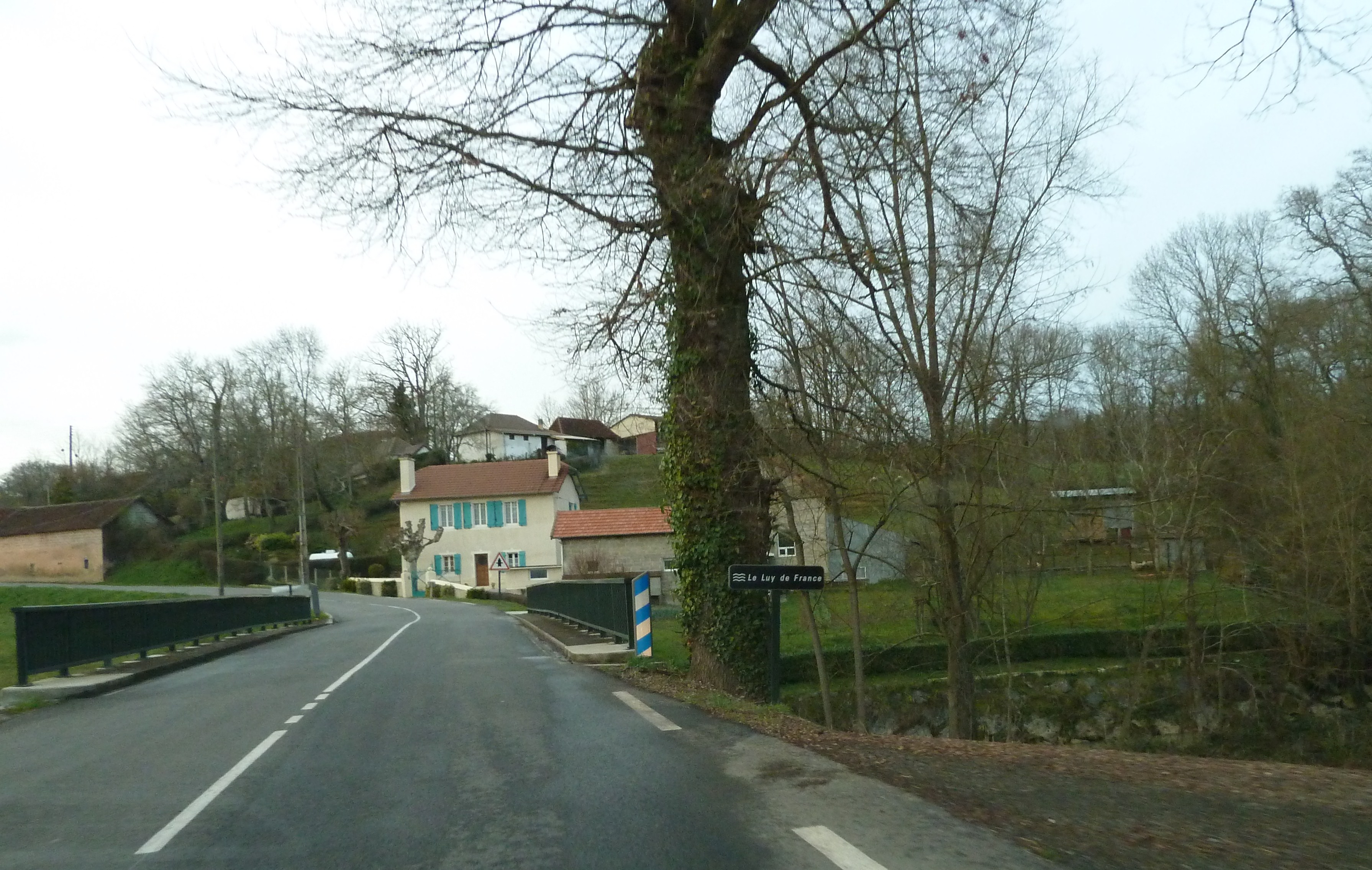
Le Luy de France vers Garos.

## Étymologie
Son nom vient vraisemblablement d'un mot aquitanien analogue au basque lohi « limon, boue ». Le déterminant de France est un point de vue béarnais, lorsque le Béarn était indépendant (avant 1620).

## Géographie
Le Luy de France prend sa source à Limendous. Il rejoint le Luy de Béarn (77 km) pour former le Luy au pied du château de Gaujacq, puis confluer dans l'Adour en aval de Tercis-les-Bains (au sud de Dax).

## Départements et communes traversés
- Pyrénées-Atlantiques : Andoins, Ouillon, Morlaàs, Saint-Jammes, Maucor, Higuères-Souye, Bernadets, Saint-Armou, Anos, Barinque, Lasclaveries, Astis, Auriac, Thèze, Argelos, Viven, Auga, Lème, Séby, Méracq, Mialos, Vignes, Louvigny, Arzacq-Arraziguet, Garos, Cabidos, Malaussanne, Montagut.

- Landes : Monget, Momuy, Nassiet, Cazalis, Amou, Brassempouy, Gaujacq.

## Principaux affluents
- (G) l'Usset[1], Lucet ou Lasset, délimitant Morlaàs et Ouillon.
- (D) la Hagède, en provenance de Saint-Jammes.
- (D) la Souye, en provenance d'Espoey.
  - (D) le Gabas et Troumiou
    - (G) le Hourset
- (G) le Lau, d'Anos.
- (G) le Bastã (la Maà sur la carte de Cassini), à Argelos.
- (G) le Balaing, à Viven.
- (G) le Riu Mayou, en provenance de Bournos.
- (G) l'Arrance[2], en provenance de Fichous-Riumayou.
  - le Berus de Garos
- (D) l'Arritoû ou Arresoû-de-Delà, en provenance de Cabidos et Malaussanne.
  - (D) l'Arresoû-de-Deçà.
- (G) le Cès[3].